# Sango
Sango (sango: yângâ tî sängö) är ett kreolspråk som talas av 2 miljoner människor i Centralafrikanska republiken, där det är ett officiellt språk tillsammans med franska. Språket uppstod när ngbandifolket hade intensiv kontakt med andra folkgrupper, antagligen före den franska koloniseringen. Dessa kontakter ledde till förenklade varianter av ngbandispråket som senare utvecklades till sango.
1988 pratade cirka 400 000 personer sango som modersmål och 1,6 miljoner som andraspråk.